# Scottish & Newcastle
Scottish & Newcastle (S&N) var den største britiske bryggerigruppe med hovedkvarter i Edinburgh. Selskabet, der var verdens sjette største bryggeri, fremstillede Newcastle Brown Ale, Kronenbourg og John Smith's, samt flere mere regionale ølmærker, primært på bryggerier i Europa.
Scottish & Newcastle var markedsleder i Storbritannien, Finland og Frankrig, samt ejer af halvdelen af den største russiske bryggerigruppe Baltic Beverages Holding (BBH), hvor Carlsberg ejede den anden halvdel. Selskabet var repræsenteret i flere andre, primært europæiske lande, bl.a. Grækenland og Belgien, og eksporterede øl til omkring 60 lande.

## Heineken og Carlsbergs overtagelsesbud
I januar 2008 bød Heineken og Carlsberg fælles på S&N med en pris svarende til 104 mia. kr med henblik på at dele selskabet op imellem sig. Buddet fik støtte fra S&N's bestyrelse. Efter at dets aktionærer havde accepteret buddet den 31. marts 2008, blev S&N afnoteret på London Stock Exchange 29. april 2008.
Heineken overtog S&N's aktiviteter i Storbritannien, Irland, Finland, USA, Portugal, Indien og Belgien.
Carlsberg overtog S&N's aktiviteter i Frankrig, Grækenland, Vietnam, Kina og S&N's halvdel af BBH.

## Bryggerier
Scottish & Newcastle havde omkring 40.000 ansatte i Storbritannien og på Kontinentaleuropa:
- The Fountain Brewery, Edinburgh – lukket i 2004
- The Tyne Brewery, Newcastle-upon-Tyne – lukket i 2005
- The Federation Brewery, Gateshead – købt 2004, lukket i 2010
- T & R Theakston's Brewery, Masham (S&N havde en aktiemajoritet i bryggeriet, men ejes nu igen af Theakston-familien)
- John Smith's Brewery, Tadcaster
- The Berkshire Brewery, Reading (lukket i april 2010)
- The Royal Brewery, Manchester
- Beamish Brewery, Cork
- Crawford Brewery, Cork

## Anden produktion
S&N ejer eller er medejer af tre af de ti største øl i Europa.
- Baltika (andel købt af Carlsberg)
- Foster's (europæiske rettigheder, ejers nu af Heineken)
- Kronenbourg 1664. (nu ejet af Carlsberg, selvom S&N UK/Heineken har rettighederne i Storbritannien i 50 år)

Derudover ejede de følgende:
- John Smith's (Heineken)
- Strongbow Cider i Storbritannien. (Heineken)
- Sagres i Portugal (Heineken)
- Lapin Kulta in Finland (Heineken)
- Mythos i Grækenland (overtaget af Carlsberg)
- Maes pils i Belgien (Heineken)
- Kingfisher i Indien (overtaget af Heineken)
- Beamish Stout i Irland (Heineken)
- Bulmers Cider i Storbritannien. (Heineken)
- Newcastle Brown Ale, i Nordøstengland. (Heineken)
- Grimbergen, en belgisk klosterøl. (overtaget af Carlsberg)
- McEwan's i Skotland. (Heineken)
- Younger's in Edinburgh, Scotland. (Heineken)
- Simonds of Reading, Berkshire. (Wells & Young)

Mærker under licens:
- Beamish
- Courage
- Foster's
- Kronenbourg
- McEwan's
- Newcastle Brown Ale
- John Smith's
- Websters